# Joseph Clancy
Joseph Clancy (né en 1955/56) est un responsable de l'application de la loi américaine. Il est le directeur par intérim de l'United States Secret Service. Clancy a été responsable de l'agence de protection présidentielle jusqu'en 2011, quand il a pris sa retraite et est devenu directeur de la sécurité d'entreprise pour Comcast. Il a été nommé à ce poste après la démission de Julia Pierson, le 1er octobre 2014 à la suite d'une faille dans l'organisation de la sécurité au sein de la Maison-Blanche ; il quitte son poste en 2017. Julia Pierson est la deuxième directrice des services secrets américains en deux ans seulement.
Au cours de son travail sur les détails de la protection présidentielle, il a réussi à obtenir un lien étroit avec le président Barack Obama, et est bien considéré par la Maison Blanche. Clancy a fait partie de la protection rapprochée des services secrets qui fait du jogging avec le président Bill Clinton dans les premiers jours de la présidence de Bill Clinton.
Clancy a grandi dans la région de Philadelphie. Il est diplômé de l'école secondaire Mgr Carroll à Radnor, en Pennsylvanie, puis a suivi les cours de l'Académie militaire de West Point, où il a excellé dans l'équipe de football. Il a été transféré à l'université de Villanova et diplômé à la fin des années 1970.
Après avoir passé quelques années en tant que professeur d'histoire à l'école Father Judge High School de Philadelphie, il rejoint les services secrets à Philadelphie dans les années 1980. Par la suite, il a travaillé dans le bureau de terrain de New York, et a dirigé une équipe d'agents qui ont effectué des enquêtes de grande envergure. Il était chargé de la sécurité lors d'événements spéciaux nationaux avant de rejoindre la protection rapprochée du président. Il vit dans la région de Philadelphie.